# كاستل دي كاسيو
كاستل دي كاسيو (بالإيطالية: Castel di Casio)‏ هي بلدية في مقاطعة بولونيا في إقليم إميليا رومانيا الإيطالي.

## السكان
في سنة 1861 بلغ عدد السكان 2٬646 نسمة، وتطور العدد ليصل في سنة 2011 لـ 3٬479 نسمة.
يظهر هذا المخطط البياني تطور النمو السكاني لـ كاستل دي كاسيو

## توأمة
لكاستل دي كاسيو اتفاقيات توأمة مع:
- كامايوري